# Vysokofrekvenční
Vysokofrekvenční, VF (anglicky Radio Frequency, RF) je v elektronice a radiotechnice termín používaný nejčastěji pro kmitočty nad oblastí slyšitelných zvukových vln, které se nazývají nízkofrekvenční (NF). V akustice se toto frekvenční pásmo nazývá ultrazvuk. V různých kontextech se používají i jiné definice pro termín vysokofrekvenční:
- V elektroakustice se za vysokofrekvenční považují signály s frekvencí nad 20 kHz.
- V medicíně se jako vysokofrekvenční (HF) označují již frekvence vyšší než 1 kHz.
- Mezinárodní rozdělení rádiových pásem začíná na frekvenci 9 kHz.
- Zkratka HF (anglicky High Frequency) se používá pro rádiové pásmo krátkých (dekametrových) vln (KV) s kmitočty 3-30 MHz.
- Někdy se toto označení rozšiřuje i na všechna pásma s kratšími vlnovými délkami o kmitočtech v rozsahu od 3 MHz do 300 GHz.
- V přijímací technice se přívlastek „vysokofrekvenční“ používá pro přijímaný signál a část přijímače, která tento signál zpracovává (vysokofrekvenční stupeň), pro rozlišení od mezifrekvenčního a nízkofrekvenčního stupně a signálu.

Podle jiného pojetí závisí hranice mezi nízkofrekvenční a vysokofrekvenční technikou na rozměrech použitých komponent. Bývalý navigační systém OMEGA, který pracoval na frekvenci 10 až 14 kHz, lze považovat za vysokofrekvenční systém, stejně jako vedení elektrického proudu o kmitočtu 50 Hz a délce přes 1000 km musí být podle přenosové linkové teorie považováno za vysokofrekvenční systém, protože jeho délka je srovnatelná se čtvrtinou vlnové délky (λ/4) – viz Ferrantiho jev.
Díky velkému dosahu se vysokofrekvenční technologie používají pro telekomunikace – pro mobilní telefony, vysílání rozhlasu a televize, radiolokaci a pro komunikaci s umělými družicemi.
Naprostá většina rádiových komunikačních zařízení pracuje ve vysokofrekvenčním pásmu. Výjimkou jsou systémy pro komunikaci s ponorkami jako je americký systém Sanguine a ruský ZEVS.